# Pont de Balandras
El pont de Balandras (en francès, pont Valentré; en occità: pont de Balandras) és un antic pont de pedra medieval de França, que creua el riu Òlt, a l'oest de la petita ciutat de Caors, al departament d'Òlt. Ofereix avui, amb les tres torres fortificades i sis arcs precedits de pics aguts, un exemple excepcional d'arquitectura de defensa medieval i és el símbol de la vila de Caors.
El pont va ser classificat com a monument històric de França, part de la primera llista de monuments històrics del país —la llista de monuments històrics de 1840— que comptava amb 1034 béns.
També és, des de 1998, un dels béns individuals inclosos en els «Camins de Sant Jaume a França», inscrit en el Patrimoni de la Humanitat de la Unesco (n.º ref. 868-052).

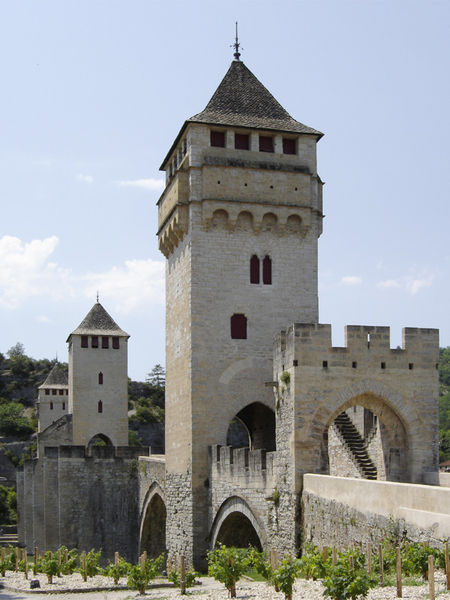
El pont vist des de la vila de Caors.

## Història
Construït en els temps de les guerres franc-angleses, el pont de Balandra, pel qual encara s'entra a la ciutat de Caors, és un rar exemple d'arquitectura militar occitana d'aquella època, i és un dels ponts medievals fortificats més bells que subsisteixen encara.
La construcció va ser decidida pels cònsols de la vila el 1306, i la primera pedra va ser col·locada el 17 de juny de 1308. Tenia una funció de fortalesa, destinada a defensar la ciutat contra els atacs provinents del sud. No obstant, no va ser atacada ni pels anglesos, ni per Enric IV.
En forma d'esquena d'ase o arc escarpat, amb 138 metres, de longitud, sis grans arcs gòtics de 16,50 m, perfectament conservats, amb uns avanços emmerletats i en forma de bec, dominat per tres torres emmerletades de planta quadrada i uns matacans que dominen el riu des d'una altura de 40 metres. Dues barbacanes en protegien l'accés, però la del costat de la ciutat ha desaparegut.
La construcció havia de portar a la creació d'un segon eix comercial est-oest, doncs l'existent fins llavors era orientat de nord a sud. Això va conduir a una important modificació que anava a repercutir en tota la ciutat. El pont era protegit espiritualment per una capella dedicada a la Verge a la fortalesa occidental. Fou acabat l'any 1378.

## La llegenda del pont de Balandras

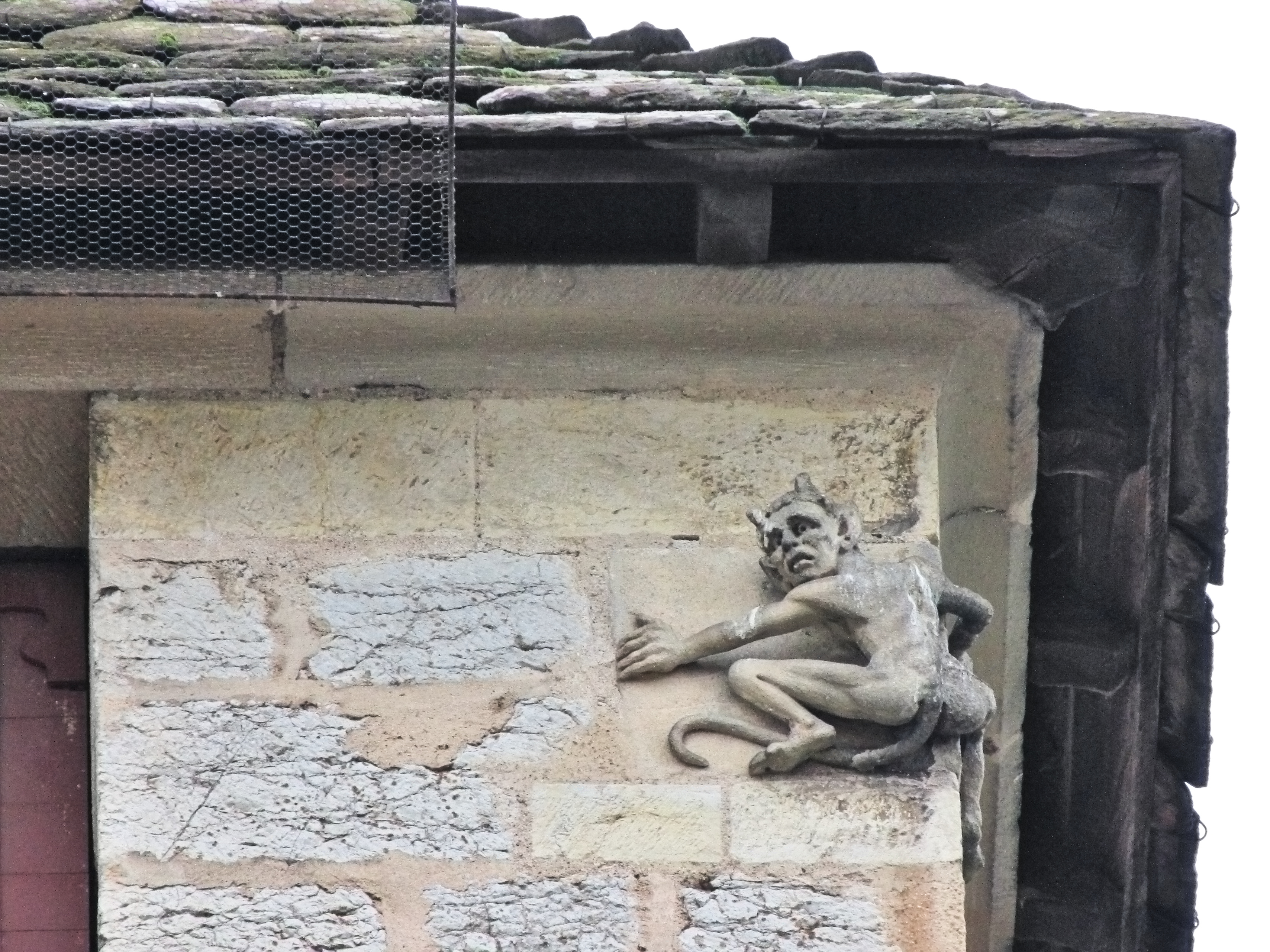
El diable i la pedra.

El fet que la construcció s'eternitzés, doncs va durar més de mig segle, va donar naixement a la llegenda que cada habitant de Caors es complau a explicar. Exasperat per la lentitud de les obres, el mestre d'obres signa un pacte amb el diable. El diable posarà tot el seu coneixement al servei de la construcció, i si executa totes les seves ordres, ell li lliurarà la seva ànima a canvi. El pont s'eleva ràpidament, les obres acaben, el contracte arriba al seu terme. Per salvar la seva ànima, ja que pretén no acabar els seus dies en l'infern, el mestre d'obres demana al diable que vagi amb un sedàs a per aigua a la font dels Cartoixans (que es troba a l'altre costat del riu, a la part exterior de la ciutat) per calmar la set dels seus obrers.
Evidentment el diable torna sense aigua i perd la seva aposta. Disposat a venjar-se, el diable torna cada nit per llevar l'última pedra de la torre central, avui anomenada Torre del Diable, i cada dia els paletes l'han de tornar a col·locar.
L'any 1879, es va fer una restauració del pont, i l'arquitecte Paul Gout va manar col·locar en el forat buit una pedra esculpida amb l'efígie del dimoni que no va tornar a desaparèixer, doncs el dimoni s'havia quedat definitivament al lloc amb les arpes presoneres del ciment.

## Informació bàsica
- Le Diable du pont Valentré, de Joël Polomski, adaptat de l'obra: “Légendaire du Quercy" de Robert Martinot, ISBN 2-9518 916-0-1.
- Maurice Scelles - Cahors. Le pont Valentré - pàg.99-108 en Congrès archéologique de France. 147i session. Quercy. 1989 - Société Française d'Archéologie - Paris - 1993